# Bahnhof Fribourg/Freiburg

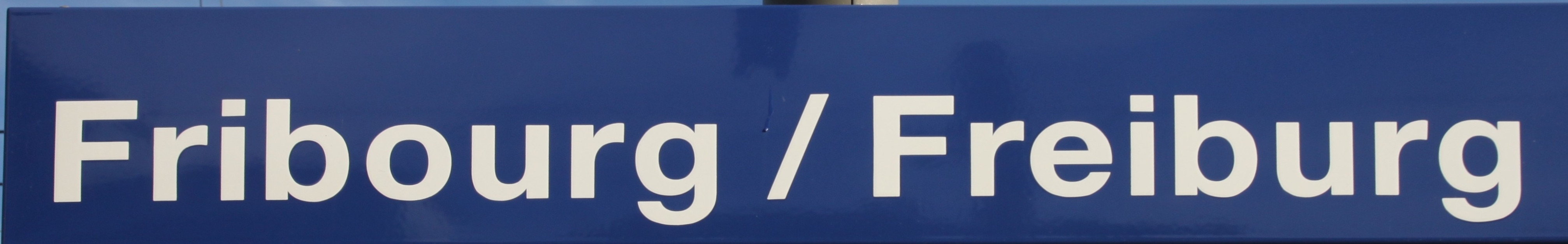
Zweisprachige Anzeige der SBB auf den Perrons in Freiburg

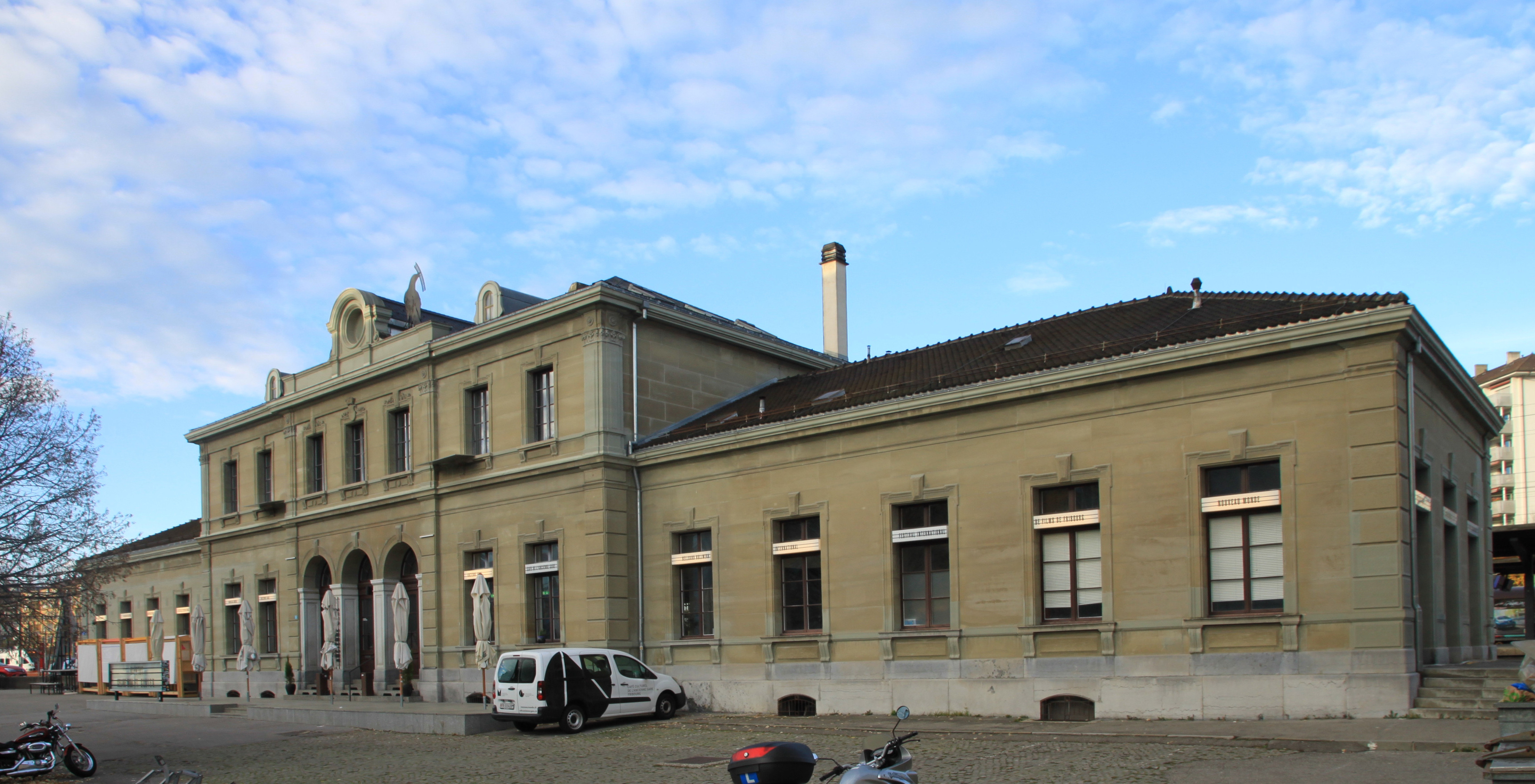
Alter Bahnhof: Eingangsfassade

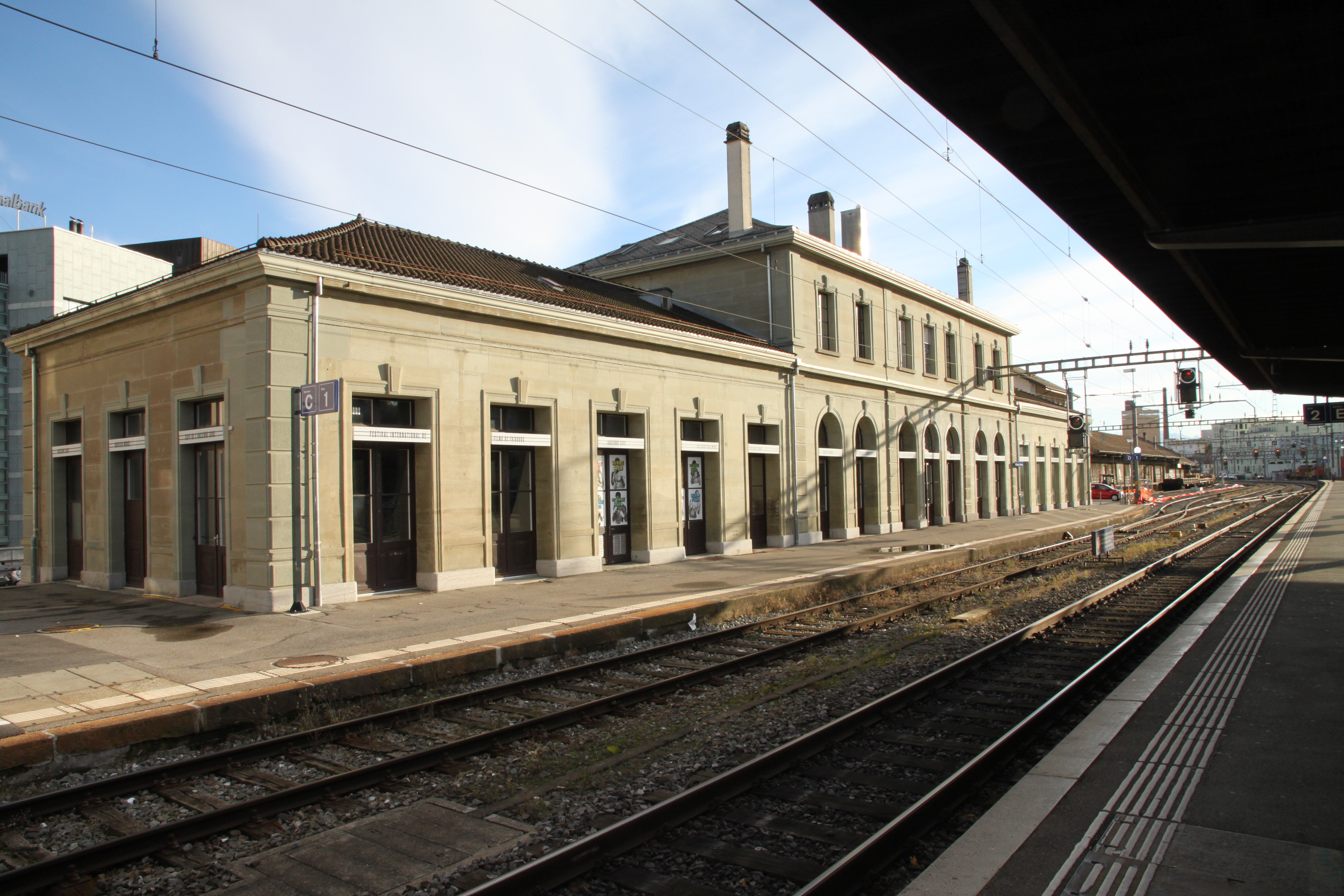
Alter Bahnhof: Westfassade

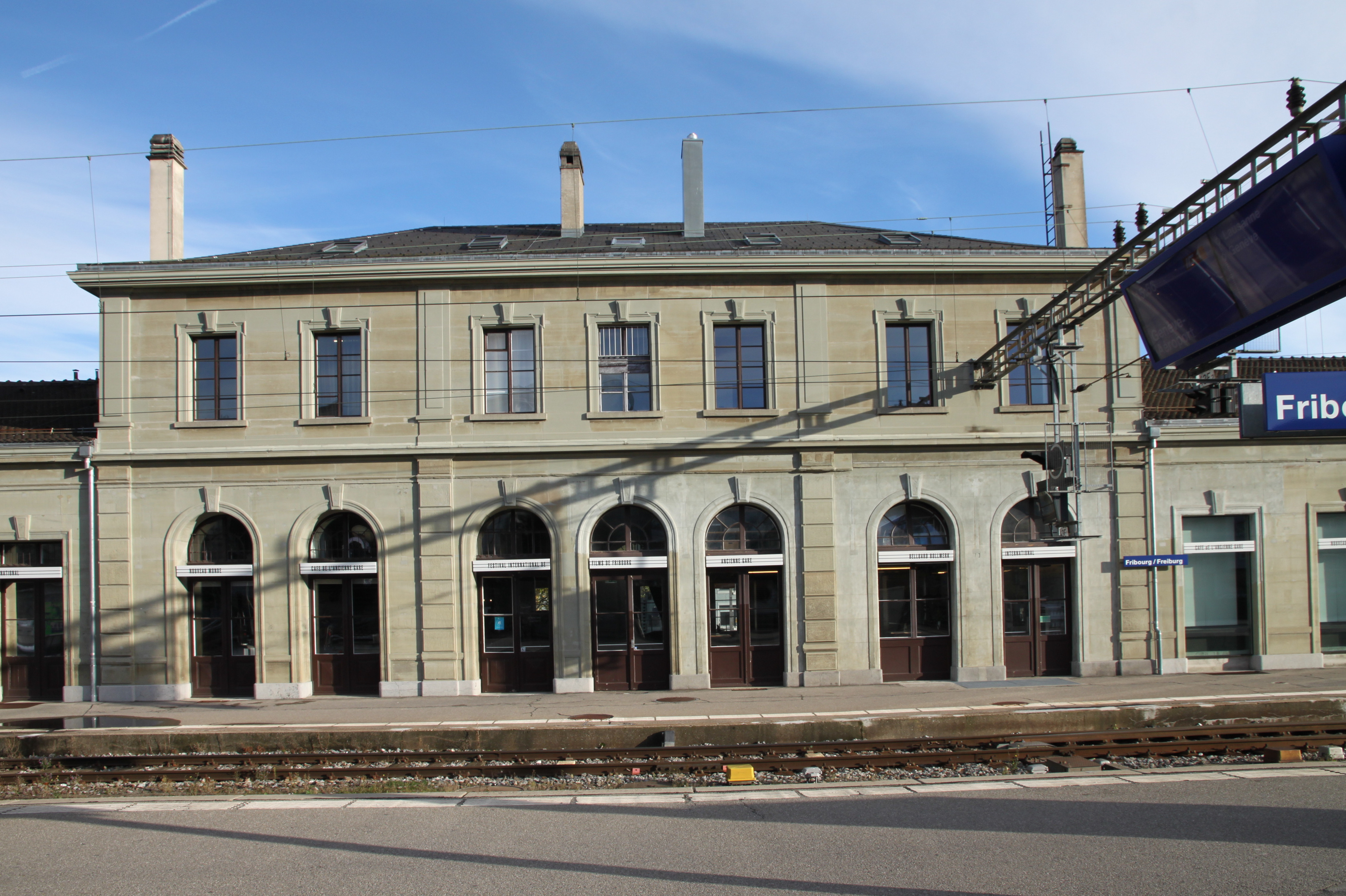
Alter Bahnhof: Westfassade, Mittelbau

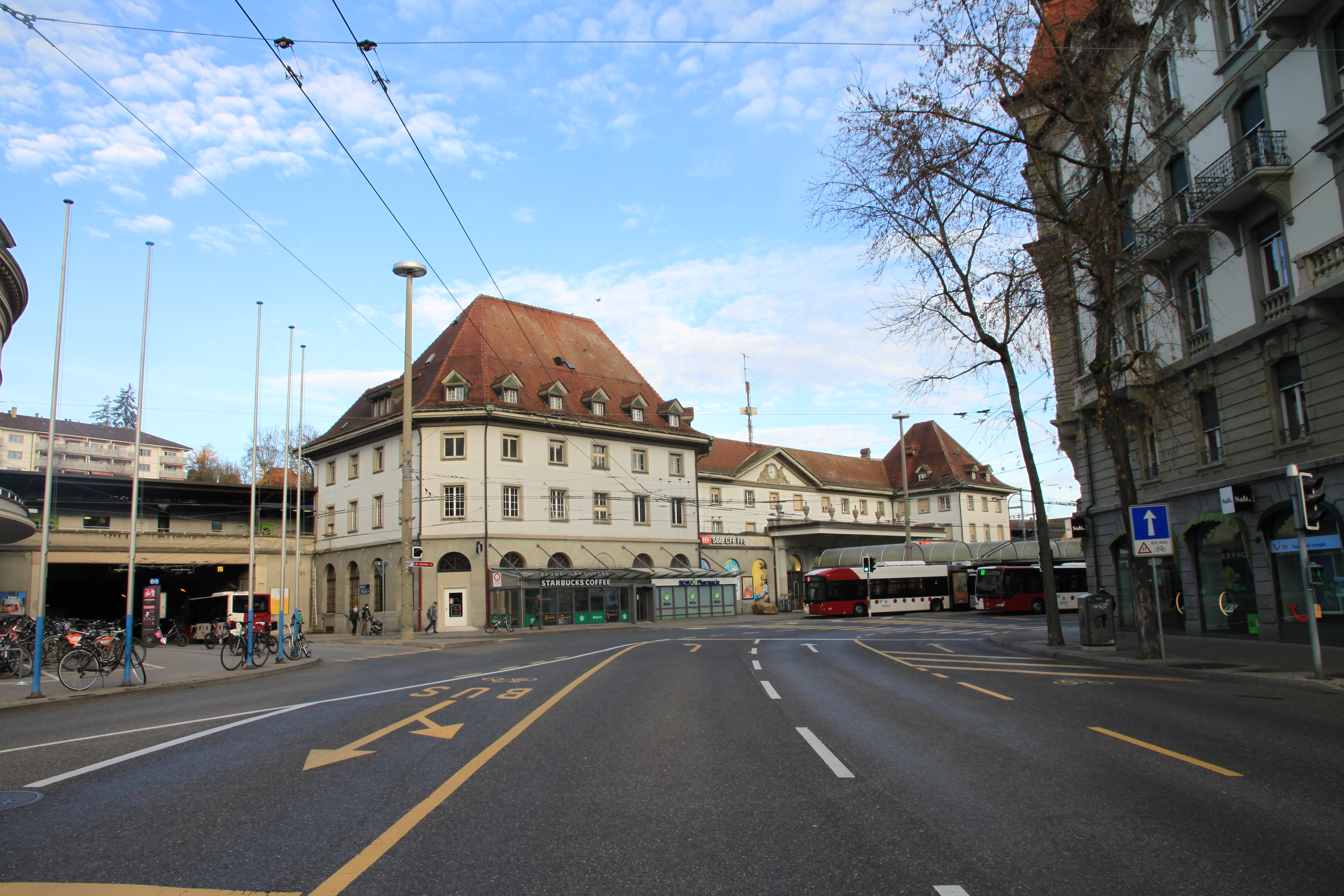
Blick vom Boulevard de Pérolles auf den Neuen Bahnhof Fribourg/Freiburg

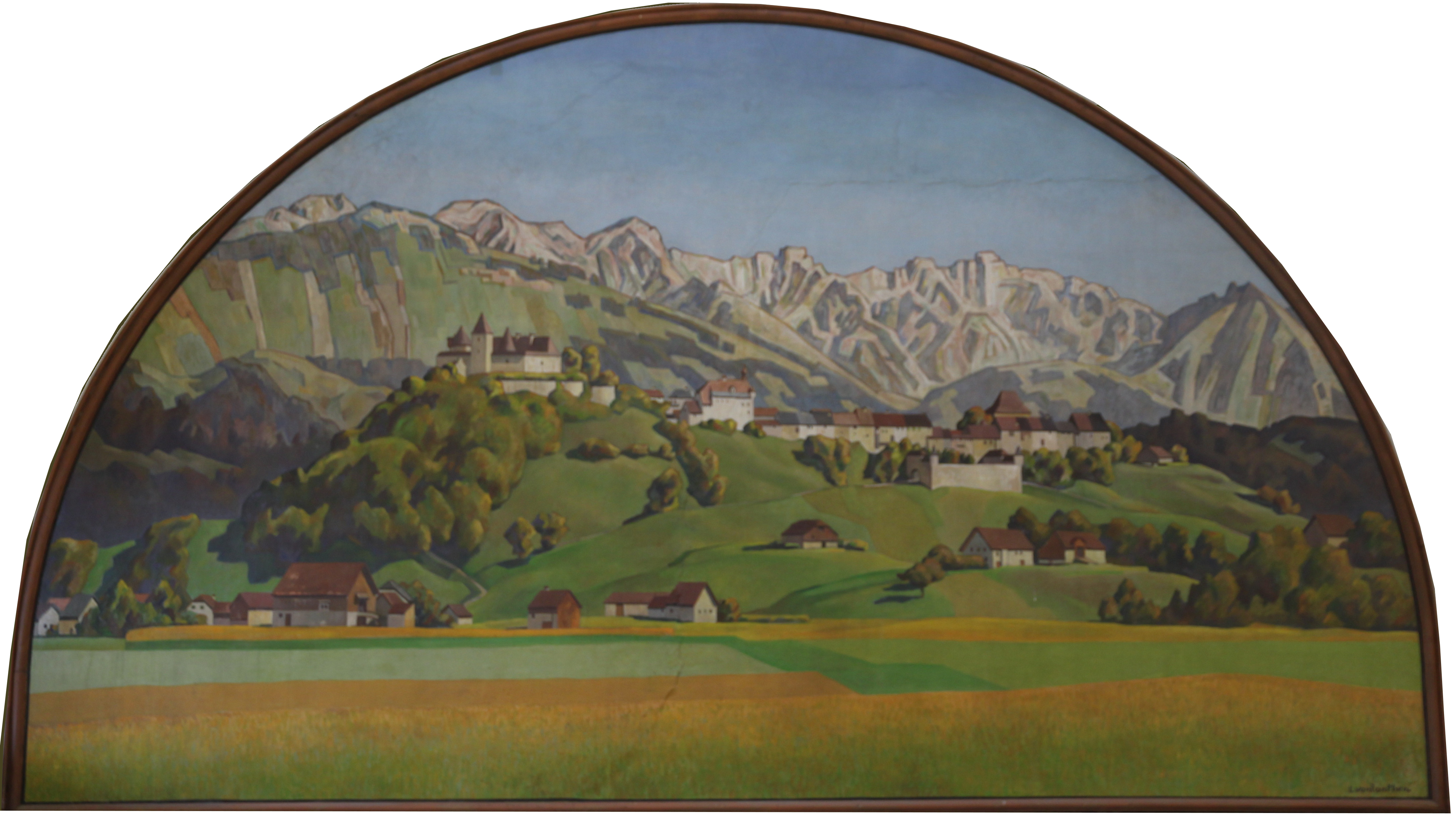
Louis Vonlanthen: «Gruyère» 1927, in der Bahnhofshalle

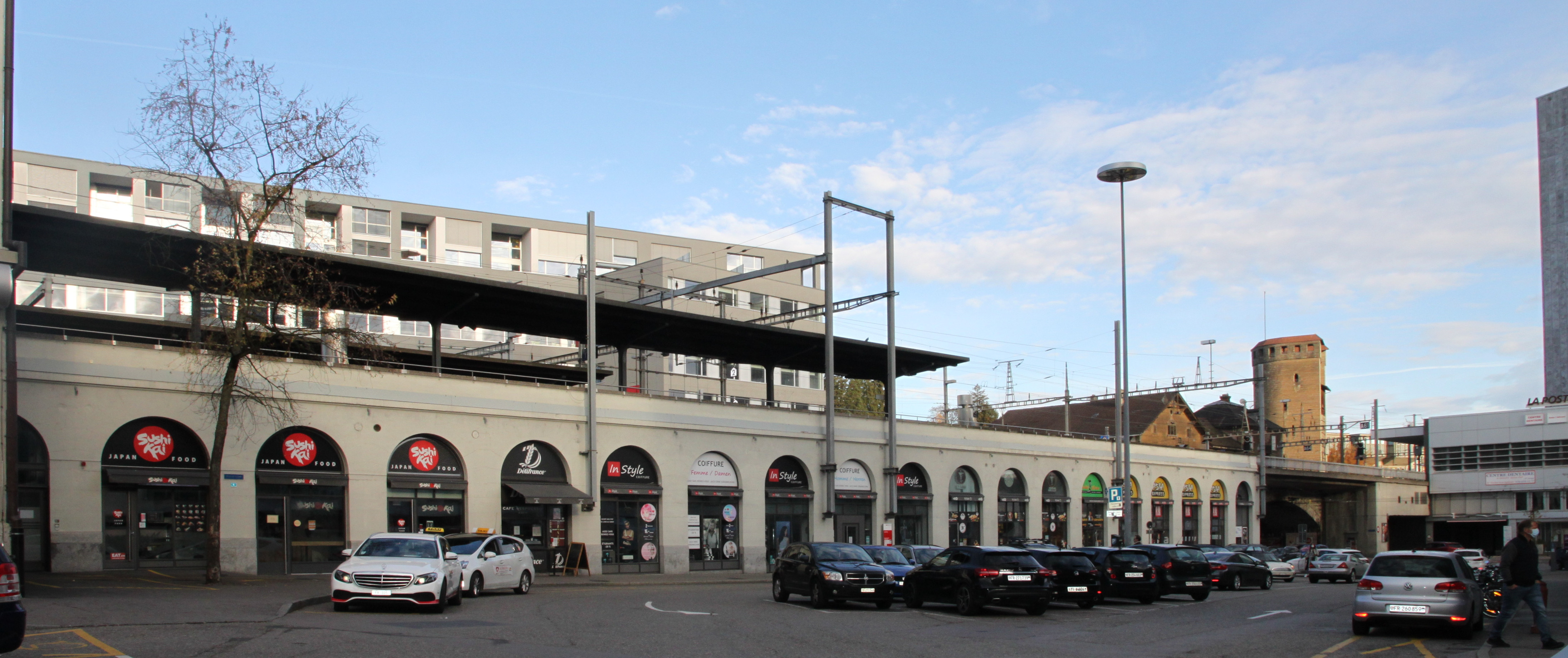
Neuer Bahnhof: Arkaden unter der Gleisanlage mit Geschäftslokalen

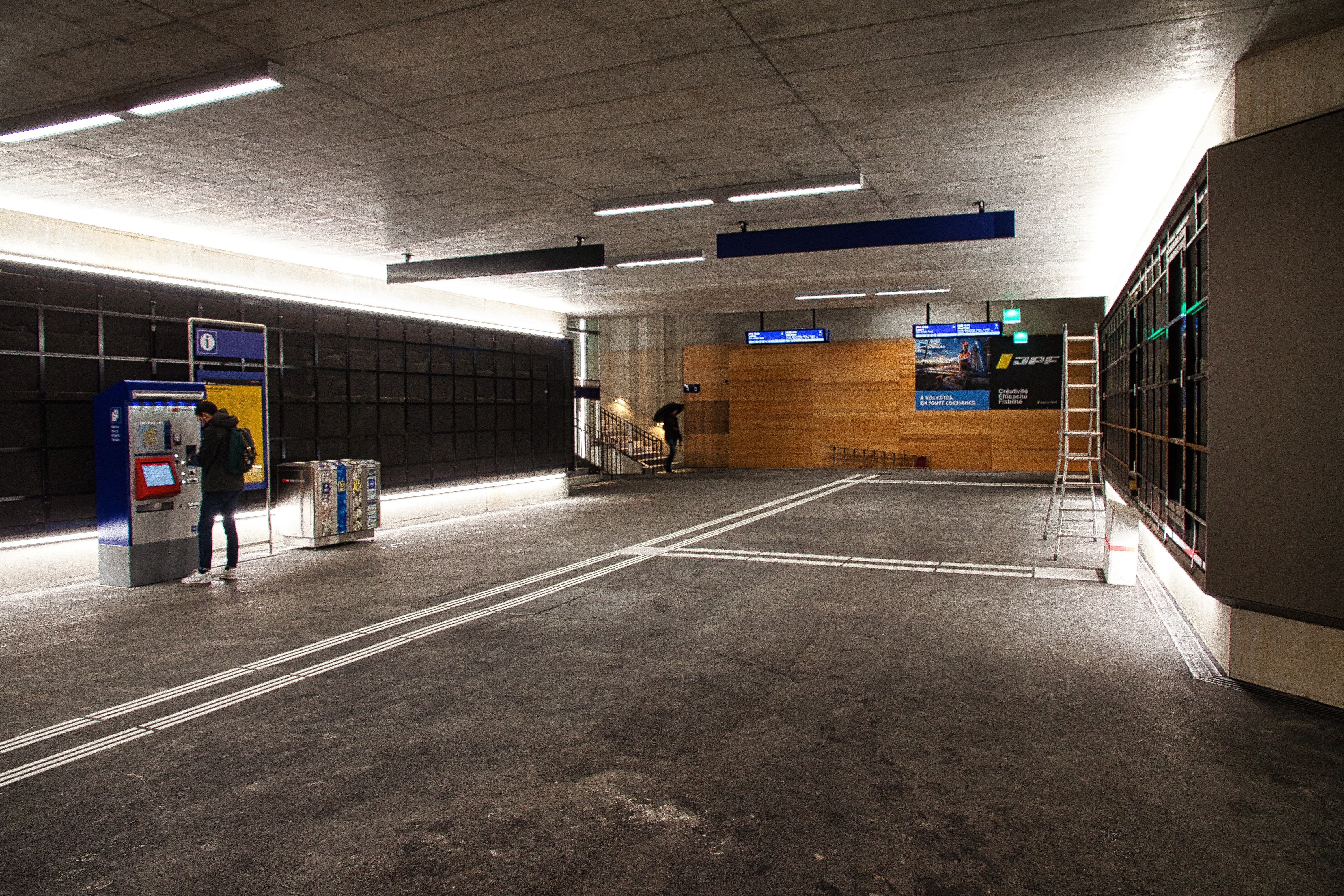
Die neue Personenunterführung ist seit dem 7. Dezember 2023 für die Reisenden teilweise zugänglich

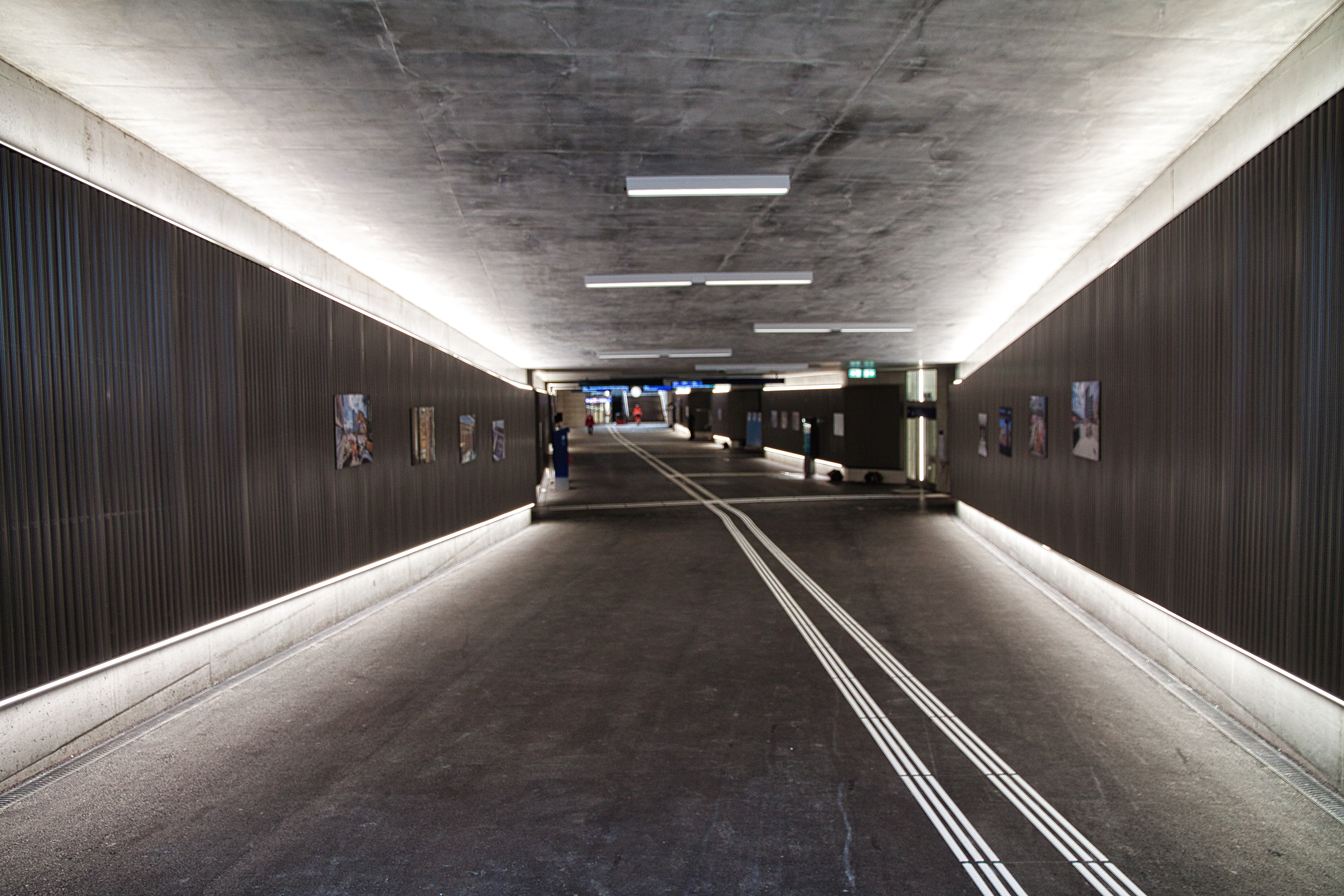
Die neue Personenunterführung beim Bahnhof Fribourg-Freiburg ist seit der Eröffnung im September 2024 durchgängig zugänglich

Der Bahnhof Fribourg/Freiburg ist ein Anschlussbahnhof der Schweizerischen Bundesbahnen (SBB), der BLS AG und der Züge der TPF (Transports publics fribourgeois SA/Freiburgische Verkehrsbetriebe AG) mit den S-Bahnen (RER, dem Réseau Express Régional). Die Schnell- und Intercity-Züge zwischen Lausanne und Bern halten in Freiburg. Das S-Netz verbindet Fribourg/Freiburg mit Murten – Ins – Neuenburg sowie Bulle – Romont – Fribourg/Freiburg – Bern – Thun. Ausserdem ist der Freiburger Bahnhof mit seinem unterirdischen Busbahnhof Knotenpunkt im regionalen und städtischen Busverkehr.

## Lage
Der Bahnhof befindet sich im modernen Zentrum der Stadt, umgeben im Süden vom Bahnhofplatz und von der Avenue de la Gare, von dem der Boulevard de Pérolles ins südlich gelegene Marly führt, und auf der Nordseite von der Rue Louis d’Affry bzw. der Avenue de Midi, die parallel zu den Gleisen verlaufen, und im Osten von der Avenue de Tivoli, welche durch die Bahnunterführung die Verbindung zu den Stadtquartieren Beauregard, Miséricorde und Quintzet herstellt.
Das Stadtzentrum hat sich von der Altstadt um das Burgquartier mit der Kathedrale, dem Rathaus, der Liebfrauen- und der Franziskanerkirche im Verlauf der Zeit verlagert und vor allem im 19. und 20. Jahrhundert um den Bahnhof herum mit der Hauptpost und der Staatsbank, mehreren Einkaufshäusern gebildet.

## Bahnlinien
Der Freiburger Bahnhof zählte 2019  täglich durchschnittlich rund 32'000 Benutzer.

### Nationaler Fernverkehr
Züge folgender Fernverkehrsverbindungen halten am Bahnhof Fribourg/Freiburg:
- Genève-Aéroport – Lausanne – Bern -Zürich HB – Chur verkehrt nur zweimal täglich am Wochenende
- 1 Genève-Aéroport – Bern – Zürich HB – St. Gallen   BZ FS RZ
- 15 Genève-Aéroport – Lausanne – Bern – Luzern

### Regionalverkehr
- S 1 Thun – Münsingen – Bern – Flamatt – Fribourg/Freiburg
- S 20 Romont – Fribourg/Freiburg – Courtepin – Murten/Morat – Ins – Neuchâtel
- S 21 Romont – Fribourg/Freiburg – Courtepin – Murten/Morat – Ins – Neuchâtel
- S 30 Fribourg/Freiburg – Payerne – Estavayer-le-Lac – Yverdon-les-Bains
- RE 2 Bern – Düdingen – Fribourg/Freiburg – Romont – Bulle – Broc-Village
- RE 3 Düdingen – Fribourg/Freiburg – Romont – Bulle – Broc-Village
- SN Allaman – Morges – Renens – Lausanne – Puidoux – Palézieux – Romont – Fribourg/Freiburg  (Nachtlinie)

Nebst den Zügen verbinden die Freiburgischen Verkehrsbetriebe (TPF) mit ihren regionalen und städtischen Buslinien die Region und die Agglomeration der Stadt mit zahlreichen Destinationen.

## Geschichte
Bereits 1848 reagierte der Staatsrat von Freiburg, der sich bewusst war, welche historische Bedeutung es hatte, dass der Kanton Freiburg sich an einer Eisenbahnlinie zwischen Freiburg und der übrigen Schweiz beteiligte. Auf das von den Brüdern Pereire, zwei Pariser Banquiers, lancierte Linienprojekt Lausanne – Yverdon – Payerne – Murten – Bern fand der Kanton eine Gesellschaft, die bereit war, in eine Freiburger Linie zu investieren. Staatsrat und Nationalrat Julien Schaller gelang es, mit militärischen Argumenten zu überzeugen. Da am Fusse des Juras bereits eine Eisenbahnlinie bestand, war eine zweite Linie weiter von der Grenze entfernt zu planen. 1856 wurde die Aktiengesellschaft unter dem Namen Compagnie du chemin de fer de Lausanne à Fribourg et à la frontière bernoise, besser bekannt unter der abgekürzten Bezeichnung Compagnie d’Oron, gegründet. 1872 fusionierte diese Aktiengesellschaft mit derjenigen der Chemins de fer de la Suisse occidentale.
Die erste Bahnstrecke führte von Bern nach Balliswil (1860), einem Weiler im Sensebezirk, etwa 4 km von Freiburg entfernt. Denn der Übergang über die Saane, das Grandfey-Viadukt, war noch nicht fertig erstellt. Ein Busbetrieb stellte die Verbindung von diesem provisorischen Bahnhof in die Hauptstadt her. Erst mit der Eröffnung der durchgehenden Strecke Bern – Lausanne am 4. September 1862 erhielt sie den direkten Bahnanschluss, allerdings vorerst mit einem provisorischen Bahnhofsgebäude aus Holz. Bis zum definitiven Bahnhof in der Hauptstadt dauerte es fast zehn Jahre. Die Reise von Freiburg nach Lausanne dauerte vor dem 2. September 1862 rund sechs Stunden, heute benötigt der Schnellzug weniger als eine Stunde.

### Alter Bahnhof / Ancienne Gare
Der erste Bahnhof, heute Alter Bahnhof (franz.: Ancienne Gare) genannt, wurde 1873 vom Architekten Adolphe Fraisse, der 1884 bis 1895 das Bauamt der Stadt Freiburg leitete, gebaut. Die Mehrheit der von Fraisse erbauten Gebäude sind heute verschwunden oder total entstellt. Sein Bauplan für den Passagierbahnhof war inspiriert von einem strengen Klassizismus des französischen Architekten und Professors für Architektur J.-N.-L. Durant, der Anfang 19. Jahrhundert einflussreiche Lehrbücher veröffentlicht hatte. Das einfache und wirksame Konzept des Grundrisses, der Bauvolumina und der Fassade ist unter den Eisenbahnbauten der Schweiz einzigartig. Die grosse Klarheit der Formen und der Proportionen verzichtet auf zusätzliches Dekor. Einzig die Uhr in der Mittelachse der Fassade erfüllt diese Rolle. Dieses Passagiergebäude galt als Prototyp, der in der Folge weite Verbreitung fand. Zum ersten Mal wurde dieses Schema eines zentralen, überragenden Baukörpers mit zwei niedrigeren Flügeln zu jeder Seite für den Bau eines wichtigen Passagierbahnhofs umgesetzt. Der Bahnhof von Bad Ragaz war der nächste Bau, der diesem Konzept folgte. Mit dem Bau des neuen Bahnhofs wurde das alte Bahnhofsgebäude für verschiedene Dienste genutzt.
Seit 2007 wird der Alte Bahnhof vom Kulturverein Alter Bahnhof (französisch: Association de l’Ancienne Gare, AAG) genutzt, der im Juni 2004 von den drei Kulturvereinen Belluard Bollwerk International, Nouveau Monde und Internationales Filmfestival Freiburg gegründet wurde. Diese Vereine haben ihren Sitz und die nötigen Büroräume im Alten Bahnhof. Ausserdem steht das Restaurant «Ancienne Gare» der Öffentlichkeit zur Verfügung. Im Hochparterre empfängt das Café de l’Ancienne Gare Gäste, wo auch Kulturveranstaltungen des Nouveau Monde stattfinden.

### Neuer Bahnhof
Im Zuge der Elektrifizierung der Bahnstrecke Romont–Bern von 1927 wurde auch ein neuer Bahnhof geplant. Das Passagiergebäude des heutigen Bahnhofs, dessen Pläne von den Architekten Broillet und Genoud stammen, die auch die Bauleitung wahrnahmen, wurde am 31. Januar 1929 eröffnet. Das Raumprogramm des neuen Bahnhofs umfasste ursprünglich zwei Bahnhofbuffets (davon eines der 1. Klasse vorbehalten im Obergeschoss auf Gleisniveau) sowie ein Fundbüro im Westflügel; im Passagiergebäude einen Wartesaal, öffentliche WCs, eine Verkaufsstelle für Billets und Geldwechsel mit mehreren Schaltern, einen Gepäckraum und den Passagierdurchgang mit den Aufgängen über Rampen und Treppen zu den Perrons sowie im Obergeschoss auf Niveau der Gleise einen Steuerungsraum, die Küche des Buffets und eine Dienstwohnung; und im Ostflügel einen Postraum im Erdgeschoss und Diensträume und eine Dienstwohnung im Obergeschoss.
In der Eingangshalle befindet sich über dem Kiosk das monumentale Gemälde «Gruyère» des Freiburger Künstlers Louis Vonlanthen (* 1889-† 1937). Es zeigt das Schloss Greyerz vor den Vanils Noirs der Freiburger Alpen.
Mit Blick auf die Umbauten des Bahnhofs Freiburg von 1990–1992 bemühten sich verschiedene Deutschfreiburger Verbände und Vereine um die zweisprachige Beschriftung des Bahnhofs. Erst 2012 wurde der Bahnhof auf Antrag des Freiburger Gemeinderates und des Staatsrates von den SBB zweisprachig mit «Fribourg/Freiburg» beschriftet.

### Bauarbeiten 2021–2024
Der Bundesrat bewilligte wichtige Ausbauschritte für den Bahnhof Fribourg/Freiburg. Seit März 2021 sind für vier Jahre Bauarbeiten im Umfang von 110 Millionen Schweizer Franken in Gang. Ihr Zweck ist es, die Transportkapazität des Bahnhofs durch die Verlängerung eines Perrons und längere und mehr Züge zu erhöhen, die Zugänge für Passagiere mit beschränkter Mobilität zu erleichtern (barrierefreies Bauen), die Gleisanlagen zu erneuern und eine neue Personenunterführung zwischen der Esplanade de l’Ancienne Gare und Richemond (avenue de Midi) 2024 zu eröffnen. Die neue Personenunterführung wurde bereits Ende 2023 eröffnet. Gemäss Hochrechnung der SBB wird der Bahnhof, welcher heute von täglich rund 27'000 Menschen genutzt wird, bis 2028 bereits 46'000 Nutzende pro Tag verzeichnen.

### Busbahnhof der TPF
Vom Passagierdurchgang des SBB-Bahnhofs gelangen die Reisenden geradeaus in den unterirdischen TPF-Busbahnhof, der seit 1999 in Betrieb ist. Neben dem Eingang zum Busbahnhof befindet sich eine Verkaufs- und Auskunftsstelle der TPF. Über dem Eingang informieren LED-Anzeigetafeln über die Abfahrtszeiten der nächsten TPF-Kurse und die entsprechende Nummer des Busperrons. Es gibt 14 Perrons, davon 8 für je zwei Busse. Damit können über 20 Busse gleichzeitig für die Abfahrt bereitstehen. Die Rückwand gestaltete der Künstler Peter Stämpfli mit einem farbenfrohen Fresko. Unter dem Busbahnhof befindet sich das Busdepot für maximal 53 Busse. Ausserdem gibt es ein unterirdisches Parking für Privatautos.

#### Buslinien der TPF
Vom Busbahnhof gehen folgende regionalen Buslinien der TPF aus:
- 123: Freiburg, Busbahnhof – Tafers – Plaffeien – Schwarzsee
- 124: Freiburg, Busbahnhof – St. Ursen – Tafers – Düdingen
- 127: Freiburg, Busbahnhof – Bürglen – St. Ursen – Plaffeien
- 129: Freiburg, Busbahnhof – Marly – Tentlingen – Giffers – Plaffeien
- 181: Freiburg, Busbahnhof – Heitenried – Schwarzenburg
- 182: Freiburg, Busbahnhof – Heitenried – Schmitten (-Wünnewil)
- 231: Freiburg, Busbahnhof – Le Mouret – Bonnefontaine
- 233: Freiburg, Busbahnhof – Treyvaux – Le Pratzey
- 234: Freiburg, Busbahnhof – La Roche – Bulle
- 245: Freiburg, Busbahnhof – La Roche – Charmey – Jaun
- 336: Freiburg, Busbahnhof – Farvagny – Bulle
- 337: Freiburg, Busbahnhof – Posat – Farvagny
- 361: Region Ouest de Fribourg – Nachtbus
- 470: Freiburg, Busbahnhof – Farvagny – Romont
- 544: Freiburg, Busbahnhof – Avenches – Domdidier – Gletterens
- 545: Freiburg, Busbahnhof – Misery – Courtepin

#### Nahverkehr in der Agglo
Elf TPF-Buslinien der Agglo machen Halt am Bahnhof, und zwar entweder am Bahnhofplatz oder im Busbahnhof:
- 1: Marly – Place de la Gare – Portes de Fribourg
- 2: Les Dailles – Place de la Gare – Schönberg
- 3: Mont Carmel – Place de la Gare – Charmettes
- 4: Auge – Busbahnhof
- 5: Villars-sur-Glâne – Place de la Gare – Torry
- 6: Guintzet – Place de la Gare – Musy
- 7: Villa Beaux Sites – Busbahnhof
- 8: Busbahnhof – Corminboeuf
- 9: Charmettes – Busbahnhof – Corminboeuf Jo Siffert
- 11: Busbahnhof – Rosé
- 12: Busbahnhof – Düdingen

## Galerie

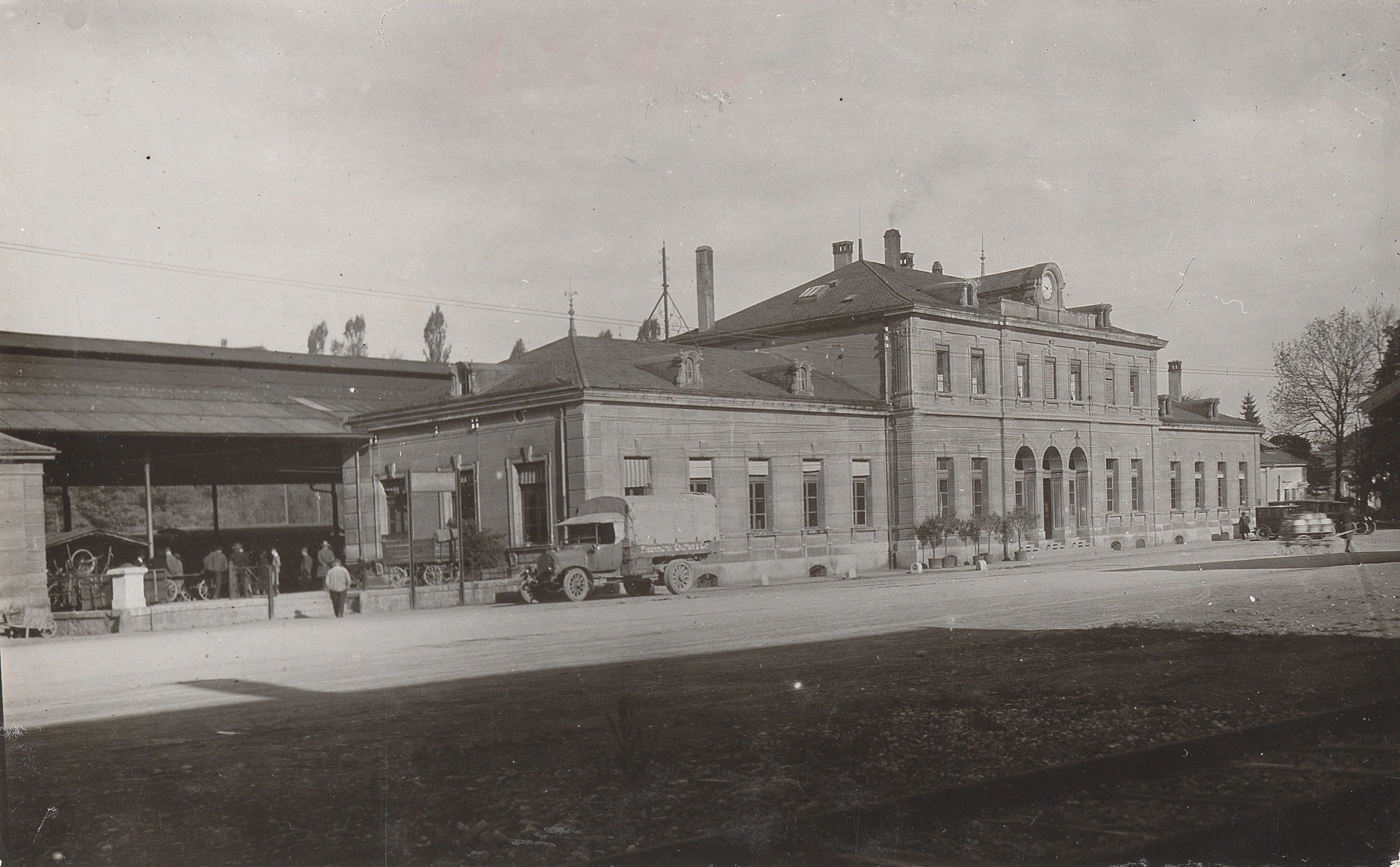
Das Gebäude des Alten Bahnhofs Ende 1925
Alter (rechts) und neuer (Bildmitte) Freiburger Bahnhof von 1983
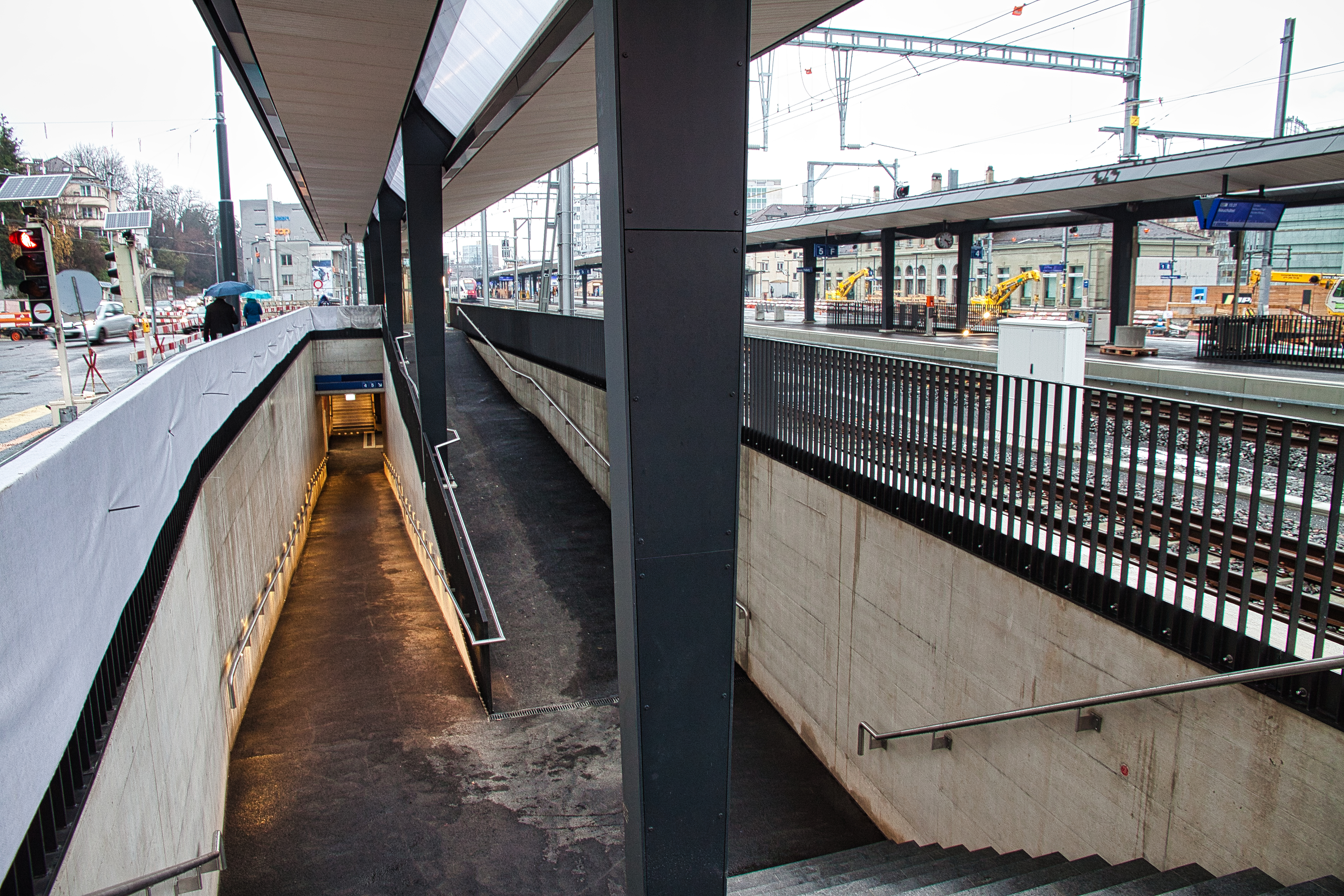
Zugang zur neuen Unterführung per Rampe und Treppe an der Avenue de Midi
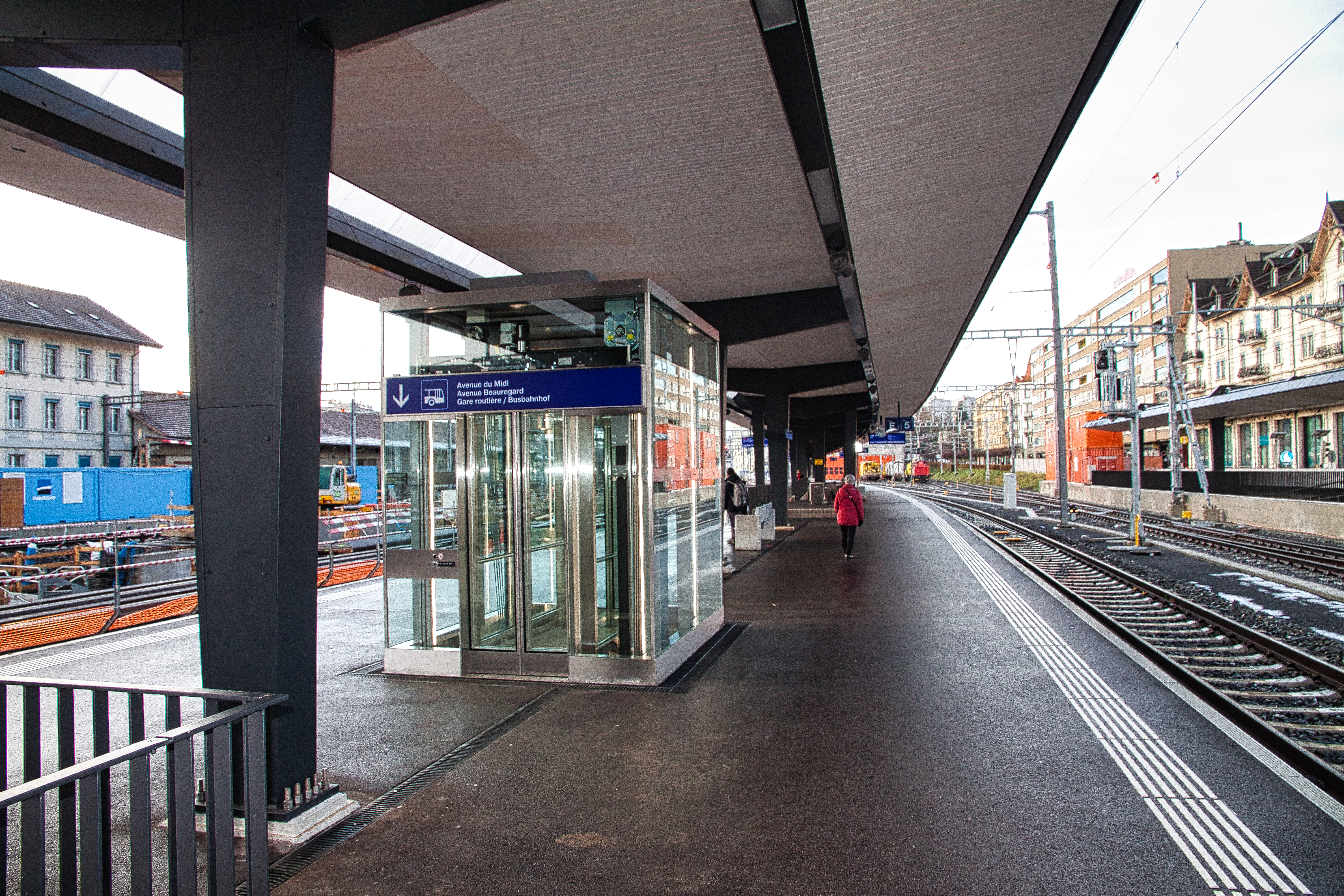
Aufzug auf dem neuen Bahnsteig
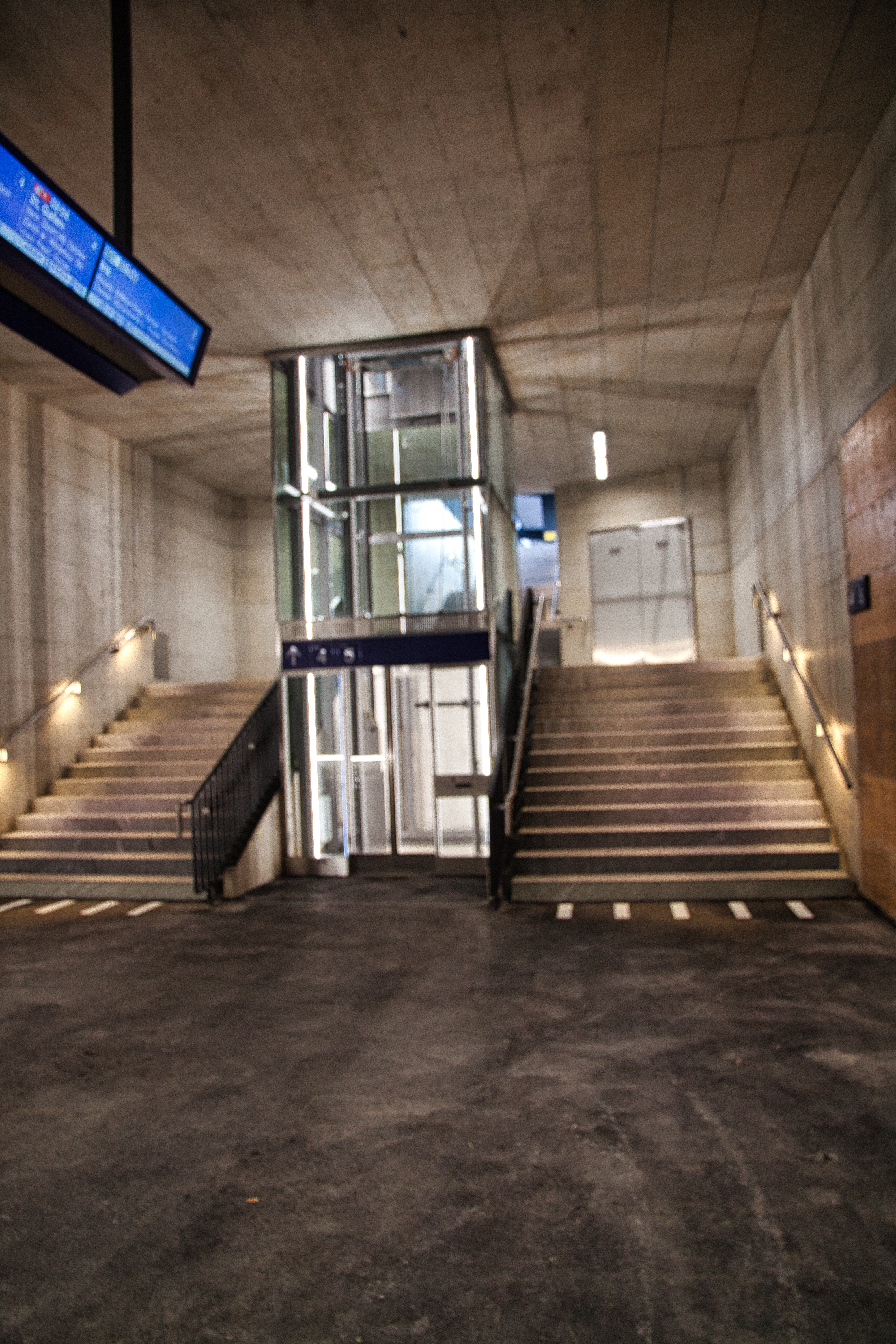
Aufzug in der neuen Unterführung

## Angebote / Dienstleistungen
Parkplätze: Der Bahnhof bietet einige Autoparkplätze mit Parkomaten auf der Place de la Gare und ein unterirdisches Parkhaus unter dem Busbahnhof. Beim Eingang Tivoli gibt es einen Veloparkplatz. Ein weiterer Veloparkplatz befindet sich am Boulevard de Pérolles/Route des Arsenaux.
Das Bahnhofgelände ist mit WLAN ausgestattet; es erlaubt Reisenden kostenlos, während maximal 60 Minuten Internetverbindungen zu nutzen.
Im Bahnhofareal finden sich ausserdem folgende Angebote:
Geschäfte
- Apotheke Benu
- Brezelkönig
- Burger King
- Coffee & Friends
- Coop
- K Kiosk
- Migros
- Starbucks Coffee
- Tekoe
- L’Unique Tartare

Dienstleistungen
- SBB-Schalter
- TPF-Schalter
- Freiburger Kantonspolizei
- Schalter der Western Union
- Postomat der Postfinance
- Bancomat der Raiffeisen
- Auskunft zu Gepäck
- Schliessfächer